# Mucosetospora gallica
Mucosetospora gallica är en svampart som först beskrevs av M. Morelet, och fick sitt nu gällande namn av M. Morelet 1972. Mucosetospora gallica ingår i släktet Mucosetospora, divisionen sporsäcksvampar och riket svampar.   Inga underarter finns listade i Catalogue of Life.